# 1964 dans le catholicisme
Chronologie du catholicisme
- 1960
- 1961
- 1962
- 1963
- 1964
- 1965
- 1966
- 1967
- 1968

Cet article présente les faits marquants de l'année 1964 dans le catholicisme.

## Évènements
- 4 au 6 janvier : pèlerinage de Paul VI en Terre sainte, premier pape à s'y rendre.
  - 6 janvier : rencontre historique, à Jérusalem, de Paul VI avec le Patriarche œcuménique Athénagoras Ier de Constantinople[1].
- 13 janvier : Karol Wojtyła (futur pape Jean-Paul II) devient archevêque de Cracovie.
- 6 août : publication de l'encyclique Ecclesiam Suam sur la nature et la mission de l'Église.
- 14 septembre : ouverture de la troisième session du Concile Vatican II.
- 18 octobre : canonisation des Martyrs de l'Ouganda.
- 13 novembre : pour la dernière fois, un pape (Paul VI) porte la tiare pontificale.
- 21 novembre : fin de la troisième session du concile.
- 26 novembre au 6 décembre : congrès eucharistique international à Bombay en présence de Paul VI.
- 2 au 5 décembre : voyage apostolique du pape au  Liban et en Inde.

- En 1964 :
  - suppression du titre de Patriarche latin de Constantinople (siège vacant depuis 1948).
  - suppression du titre de Patriarche latin d'Antioche (siège vacant depuis 1953).
  - suppression du titre de Patriarche latin d'Alexandrie (siège vacant depuis 1954).

## Naissances

### Janvier
- 5 janvier : José Lampra Cà (en), prélat bissaoguinéen, évêque de Bissau (en)
- 10 janvier : Stephen Ameyu Mulla, cardinal sud-soudanais, archevêque de Djouba
- 14 janvier : Launay Saturné, prélat haïtien, archevêque de Cap-Haïtien
- 28 janvier : Francis Obafemi Adesina (de) prélat ghanéen, évêque d'Ijebu-Ode (en)
- 31 janvier : Barthélemy Yaouda Hourgo, prélat camerounais, évêque de Yagoua

### Février
- 11 février : Agapitus Enuyehnyoh Nfon, prélat camerounais, évêque de Kumba
- 18 février : Antoine de Rochebrune, prêtre français, vicaire de l'Opus Dei en France puis au Canada
- 28 février : Gustavo Óscar Zanchetta, prélat argentin, évêque d'Orán, condamné pour agressions sexuelles

### Mars
- 9 mars : Gábor Pintér, prélat hongrois, diplomate du Saint-Siège et archevêque titulaire de Velebusdus (de)
- 23 mars : Louis Corriveau, prélat canadien, évêque de Joliette

### Avril
- 3 avril : Jean Bosco Ntagungira, prélat burundais, évêque de Butare
- 28 avril : Francisco de Oliveira Vidal (pt), prélat brésilien, évêque d'Alagoinhas (pt)

### Juin
- 19 juin : Franz-Josef Overbeck, prélat allemand, évêque d'Essen et ordinaire militaire d'Allemagne

### Juillet
- 1er juillet : 
  - Augusto Paolo Lojudice, cardinal italien, archevêque de Sienne
  - Michael McGovern, prélat américain, évêque de Belleville
- 9 juillet : Gerald Vincke, prélat américain, évêque de Salina
- 19 juillet : Brian Udaigwe, prélat camerounais, diplomate du Saint-Siège et archevêque titulaire de Suelli (de)
- 22 juillet : Sylvain Bataille, prélat français, évêque de Saint-Étienne
- 26 juillet : Faustin Ambassa Ndjodo, prélat camerounais, archevêque de Garoua

### Août
- 2 août : Ernesto Maguengue, prélat mozambicain, évêque de Pemba (en)
- 19 août : Vincent Dollmann, prélat français, archevêque de Cambrai

### Septembre
- 5 septembre : 
  - Christian Delarbre, prélat français, archevêque d'Aix-en-Provence
  - Santiago de Wit Guzmán, prélat espagnol, diplomate du Saint-Siège et archevêque titulaire de Gabala (de)
- 17 septembre : 
  - Vladimir Koloupaïev, prêtre et historien russe
  - Gian Luca Perici (en), prélat italien, diplomate du Saint-Siège et archevêque titulaire de Volsinium (de)
- 23 septembre : Robert J. Coyle, prélat américain, évêque auxiliaire de Rockville Centre et évêque titulaire de Zabi (de)
- 28 septembre : Yves Baumgarten, prélat français, évêque du Puy-en-Velay

### Octobre
- 6 octobre : 
  - Paul Préaux, prêtre français, modérateur général de la Communauté Saint-Martin
  - Giovanni Pietro Dal Toso (en), prélat italien, diplomate du Saint-Siège et archevêque titulaire de Foratiana (de)
- 16 octobre : Bienvenu Manamika Bafouakouahou, prélat congolais, archevêque de Brazzaville
- 17 octobre : Iosif Păuleț (ro), prélat roumain, évêque d'Iaşi (de)

### Novembre
- 17 novembre : 
  - Jean-Michel Bardet, prêtre et chanteur français
  - Rubén Darío Ruiz Mainardi (en), prélat argentin, diplomate du Saint-Siège et archevêque titulaire d'Ursona (de)
- 20 novembre : Bruno Ateba Edo, prélat camerounais, évêque de Maroua-Mokolo
- 28 novembre : Étienne Vető, prélat et théologien franco-américain, évêque auxiliaire de Reims et évêque titulaire de Thérouanne

### Décembre
- 9 décembre : 
  - Damase Zinga Atangana, prélat camerounais, évêque de Kribi
  - Grzegorz Ryś, cardinal polonais, archevêque de Łódź
- 10 décembre : Joseph Kallarackal (de), prélat indien, évêque de Jaipur (en)
- 13 décembre : Martin Laliberté, prélat canadien, évêque de Trois-Rivières
- 16 décembre : Wojciech Polak, prélat polonais, archevêque de Gniezno
- 26 décembre : Sosthène Léopold Bayemi Matjei, prélat camerounais, évêque d'Obala

## Décès

### Janvier
- 11 janvier : André Jullien, cardinal français de la Curie, précédemment archevêque titulaire de Coron (° 25 octobre 1882)
- 21 janvier : Carlo Chiarlo, cardinal italien de la Curie, précédemment archevêque titulaire d'Amida (de) (° 4 novembre 1881)
- 22 janvier : Giuseppe Ricciotti, prêtre, bibliste, archéologue et historien italien (° 27 février 1890)
- 23 janvier : Bienheureuse Benedetta Bianchi Porro, jeune laïque italienne (° 8 août 1936)

### Février
- 2 février : Cornelius Wessels, prêtre jésuite et historien néerlandais (° 8 septembre 1880)
- 15 février : François-Louis Auvity, prélat français, évêque de Mende (° 9 janvier 1874)

### Mars
- 1er mars : Mary Gertrude Joyce, religieuse et musicienne irlandaise (° 18 janvier 1884)
- 25 mars : Marius Jolivet, prêtre et résistant français, Juste parmi les nations (° 21 octobre 1906)

### Avril
- 11 avril : Guillaume Sembel, prélat français, évêque de Dijon (° 28 novembre 1883)

### Mai
- 9 mai : Stéphane Vautherin, prêtre, collaborateur et milicien français (° 18 octobre 1889)

### Juin
- 8 juin : Joseph Vithayathil, prêtre syro-malabar et vénérable indien, fondateur des Sœurs de la Sainte Famille de Thrissur (° 23 juillet 1865)

### Juillet
- 11 juillet : Henri Brault, prélat français, évêque de Saint-Dié (° 12 juillet)
- 31 juillet : Noël Mala, prélat congolais, évêque de Kasongo

### Août
- 21 août : Bienheureux Ladislas Findysz, prêtre et martyr polonais du communisme (° 13 décembre 1907)
- 22 août : Bienheureux Siméon Lukac, prélat grec-catholique ukrainien, évêque auxiliaire d'Ivano-Frankivsk, martyr du communisme (° 7 juillet 1893)

### Septembre
- 4 septembre : Clément Roques, cardinal français, archevêque de Rennes (° 8 décembre 1880)
- 7 septembre : Georges Thierry d'Argenlieu, prêtre carme, amiral et résistant français, compagnon de la Libération (° 7 août 1889)

### Octobre
- 10 octobre : Alphonse Verwimp, prélat et missionnaire belge, évêque de Kisantu (° 22 mai)

### Novembre
- 18 novembre : Augustin Olbert, prélat et missionnaire allemand, évêque de Tsingtao (° 16 novembre 1895)
- 25 novembre : Frans ten Bosch, prêtre et missionnaire néerlandais, assassiné (° 5 août 1913)
- 26 novembre : 
  - Karel Bellinckx, prêtre et missionnaire belge au Congo belge, assassiné (° 18 avril 1913)
  - Joseph Wittebols, prélat et missionnaire belge, évêque de Wamba, assassiné (° 12 avril 1912)

### Décembre
- 1er décembre : Bienheureuse Marie-Clémentine Anuarite Nengapeta, religieuse et martyre de la pureté congolaise (° 29 décembre 1939)
- 7 décembre : Aloïs Simon, prêtre et historien belge (° 25 novembre 1897)
- 16 décembre : Alain Le Breton, prélat montfortain et missionnaire français, évêque de Tamatave (° 4 novembre 1888)
- 19 décembre : Jan de Vries, prêtre et missionnaire néerlandais, assassiné (° 21 mars 1911)
- 27 décembre : Bienheureux François Spoto, prêtre, supérieur général des missionnaires serviteurs des pauvres, missionnaire et martyr italien (° 8 juillet 1924)